# Koya Shimizu
Koya Shimizu (født 15. juni 1982) er en tidligere japansk fodboldspiller.
Han har spillet for flere forskellige klubber i sin karriere, herunder Vegalta Sendai, Sagan Tosu og Tokyo Verdy.